# Cathay
Pour les articles homonymes, voir Cathay (homonymie).
Cathay ou Catai (chinois simplifié : 契丹, qidan) est l'ancien nom donné, en Asie centrale et en Europe, au nord de la Chine. Il fut popularisé en Occident par Marco Polo qui désigna sous ce terme le royaume de Kubilai Khan dans son livre. C'est une transcription de Kitai ou Khitans, le nom d'un peuple qui fonda un État puissant dans le nord de la Chine, du Xe au XIIe siècle. Avant la réunification de la Chine en 1276, le Cathay désignait la Chine du Nord, par opposition à la Chine du Sud (le Manzi de Marco Polo), qui était notamment celle des empereurs Song.

## Dénominations de la Chine

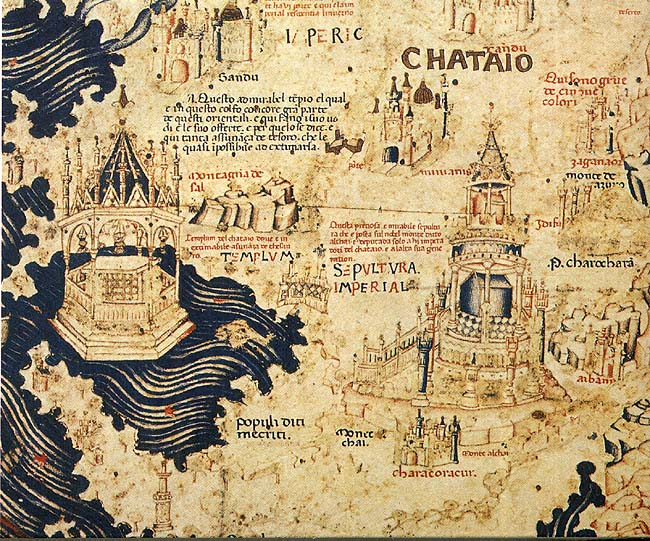
Fig. 1 Chataio d'après une carte de Fra Mauro ca. 1450, (le sud est en haut).

Le problème de la dénomination générique des pays de la « plaine du centre », située aux alentours du Fleuve Jaune, est très ancien. Car les périodes d'unité sous la direction d'une dynastie impériale puissante pouvaient être interrompues par de longues périodes d'éclatement en de multiples royaumes rivaux, sans qu'aucun ne soit le représentant légitime de l'ensemble.
Les Chinois nomment actuellement leur pays Zhōngguó (中国), « le pays du milieu » (ou l'Empire du Milieu), et ce terme leur sert aussi à référer rétrospectivement à l'entité politique, géographique et culturelle qui perdure depuis 3 000 ans dans la région du fleuve Jaune. Pourtant, la valeur de ce terme dans Zhongguo lishi (中国历史), l'histoire de la Chine, employé par les historiens modernes, n'est que d'un usage récent, puisqu'au cours des siècles, les historiographes se contentèrent de dénommer les dynasties par leur nom officiel sans jamais forger un terme universel, valant pour toutes, à toutes les époques. Le terme de Zhongguo a bien été utilisé à certaines périodes pour dénommer un royaume qui se voulait plus « central » que les autres mais ce n'est qu'à l'époque moderne qu'il s'est imposé comme terme générique. La première occurrence du terme Zhongguo « Pays du Milieu » apparaît lors des traités entre les Britanniques et l’empereur Xianfeng (empereur de 1850 à 1861) à la suite des guerres de l’opium. 
Lorsque après une période de division, l'empereur réussissait à unifier la région, il recevait un mandat du Ciel lui permettant d'exercer son pouvoir sur la totalité du monde civilisé « sous le Ciel » tianxia  天下, formant ainsi « un îlot civilisé au milieu des barbares », suivant la formule de Henri Maspéro (1965).  Un grand nombre de dénominations différentes ont été employées pour ce centre civilisé sans qu'aucune ne s'impose universellement.
Si les Européens n'ont jamais emprunté le terme de « Zhongguo » au chinois, inversement les Chinois n'utilisent un nom apparenté à « Chine » pour désigner leur pays que depuis peu.
Au cours de leur histoire, les quelques informations que les Européens reçurent des pays d'Extrême-Orient passèrent par les grandes voies de commerce qui contribuèrent à façonner l'image et le nom de ces pays lointains. Trois dénominations ont été utilisées :
- les Romains du premier siècle, comme Pline l'Ancien ou Sénèque, connaissaient cette région par le commerce de la soie, et l'appelaient en conséquence  « pays des Sères » ou « Sericas » ;
- au Moyen Âge, le contact se fait par les voies terrestres du Nord qui passent par la Mongolie et aboutissent dans la région dominée par la population Khitan ou Kitai. Après avoir été expulsés de Chine, les Kitai font une percée jusque dans la vallée du Ferghana où ils entrent en contact avec la grande puissance musulmane des Seldjoukides. Les auteurs musulmans qui les connaissent sous le nom de Khitā passeront cette appellation sous la forme de « Cathay » aux Européens[6] ;
- à partir du XVIe siècle, le contact s'établit par la voie maritime du Sud et aboutit sur les côtes méridionales dans la région de Canton, Macao et de l'actuel Fujian. Quand le navigateur portugais Jorge Álvares atteint le delta de la rivière des Perles en 1513, il nomme le pays China, le terme utilisé par les peuples d'Asie du Sud-Est (Cina en malais moderne). À sa suite, les premiers navigateurs et missionnaires européens qui pénétrèrent dans ce pays, le nommèrent Sinae en latin, Cina en italien, Chine en français, China en anglais, portugais, allemand, néerlandais, espagnol, Chin (چین) en perse, çin en Turc, etc[4]. L'origine de ce terme n'a pas été complètement élucidée, bien que depuis trois siècles et demi les sinologues en aient beaucoup débattu. Pour Wade[4] (2009), « Les premiers sinologues occidentaux avaient atteint ce que l'on pourrait appeler un consensus suivant lequel le terme venait du nom de l'empire Qin, quelques savants chinois et indiens pensent que le nom de l'État Jing est un candidat plus probable, tandis qu'au moins un spécialiste de l'histoire chinoise pense que ce sont des origines peu probables ». Wade lui-même opte pour le nom d'un État du sud, ʐina, autonyme pour les peuples Lolo/Yi (en chinois Yelang 夜郎).

## Khitans et Cathay
Les Khitans étaient un peuple d'éleveurs nomadisant dans le bassin de la Siramuren, dans la Mandchourie méridionale (dans l'actuel Liaoning). Ce peuple classé parmi les proto-Mongols, fonda au Xe siècle un État puissant nommé Liao (遼朝 907-1125), s'étendant de la Mandchourie et de la Corée jusqu'aux Tianshan à l'ouest.
Les Liao détinrent un énorme pouvoir politique : ils eurent pour vassaux les Song au sud, et établirent des contacts avec l’immense empire Abbassides.
« Les relations qui s'établissent ainsi, avant même l'expansion mongole, à travers toute la zone des steppes expliquent sans doute pourquoi le nom de Kitan (forme du singulier; pluriel : Kitat), popularisé au XIIIe et XIVe siècles par les Mongols, est devenu sous la forme de Kitai ou Khitai celui de la Chine en persan, en turc occidental ainsi que dans les langues slaves orientales. On sait que ce terme s'est imposé aux Européens qui visitèrent l'empire mongol d'Asie Orientale. Pour Marco Polo, la Chine du Nord est le Cathay » (J. Gernet p. 311).
La puissance des Khitans finit par s'écrouler au XIIe siècle. Expulsés du nord de la Chine, ils se mettent à errer en Asie Centrale avec à leur tête le prince Yelü Dashi. Certains vont jusqu'à la riche vallée de la Ferghana où ils affrontent et vainquent la première puissance musulmane de l'époque, les Seldjoukides
. Cette défaite musulmane a un retentissement énorme. Le Prince Yelü Dashi fonde la dynastie des Liao de l'Ouest connue aussi sous le nom de Khitans Noirs Kara-Khitans (Qara Khitai) qui perdurera jusqu'à l'arrivée des Mongols en 1218.
Les auteurs musulmans désigneront dorénavant la Chine du Nord sous le nom de Khitā (ou Khatā) et passeront cette appellation sous la forme de « Cathay  » aux Européens, sans la confondre avec celle de « Chine ». Ainsi, le grand vizir Nizam al-Mulk (1018-1092) dans son Traité de Gouvernement, Siyāset-Nāmē (perse: سياس) distingue clairement le Cathay de la Chine.
Au siècle suivant, le terme de « Cathay » sera repris par Marco Polo (1254-1324) dans le récit qu'il livre de son voyage au pays de Kubilai Khan, l'empereur mongol de la dynastie Yuan. L'empire mongol, qui à son apogée s'étendait du Pacifique à la Méditerranée, s'était divisé en quatre parties à l'époque de Marco Polo.
Partant de Venise en 1271 avec son père et son oncle, Marco Polo traverse les pays dominés par les khanats du Sud-ouest (la Perse) et du Centre de l'empire mongol. À Boukhara, ils rencontrent des envoyés du Grand Khan Koubilaï qui les conduisent à Cambaluc (Pékin), dans la partie orientale de l'empire mongol, qu'il nomme le « Cathay ». Les dirigeants mongols considéraient les Khitans de la dynastie précédente comme une dynastie chinoise légitime (des hanren 汉人), alors que les populations du Sud, ayant vécu sous les Song, étaient traités de manzi 蛮子, "barbares méridionaux", terme que Polo transcrit par Mangi ou Manzi.
Cette distinction perdurera jusqu'à l'arrivée des Jésuites dans la région au xviie siècle.

## L'identification rétrospective de Cathay et de la Chine

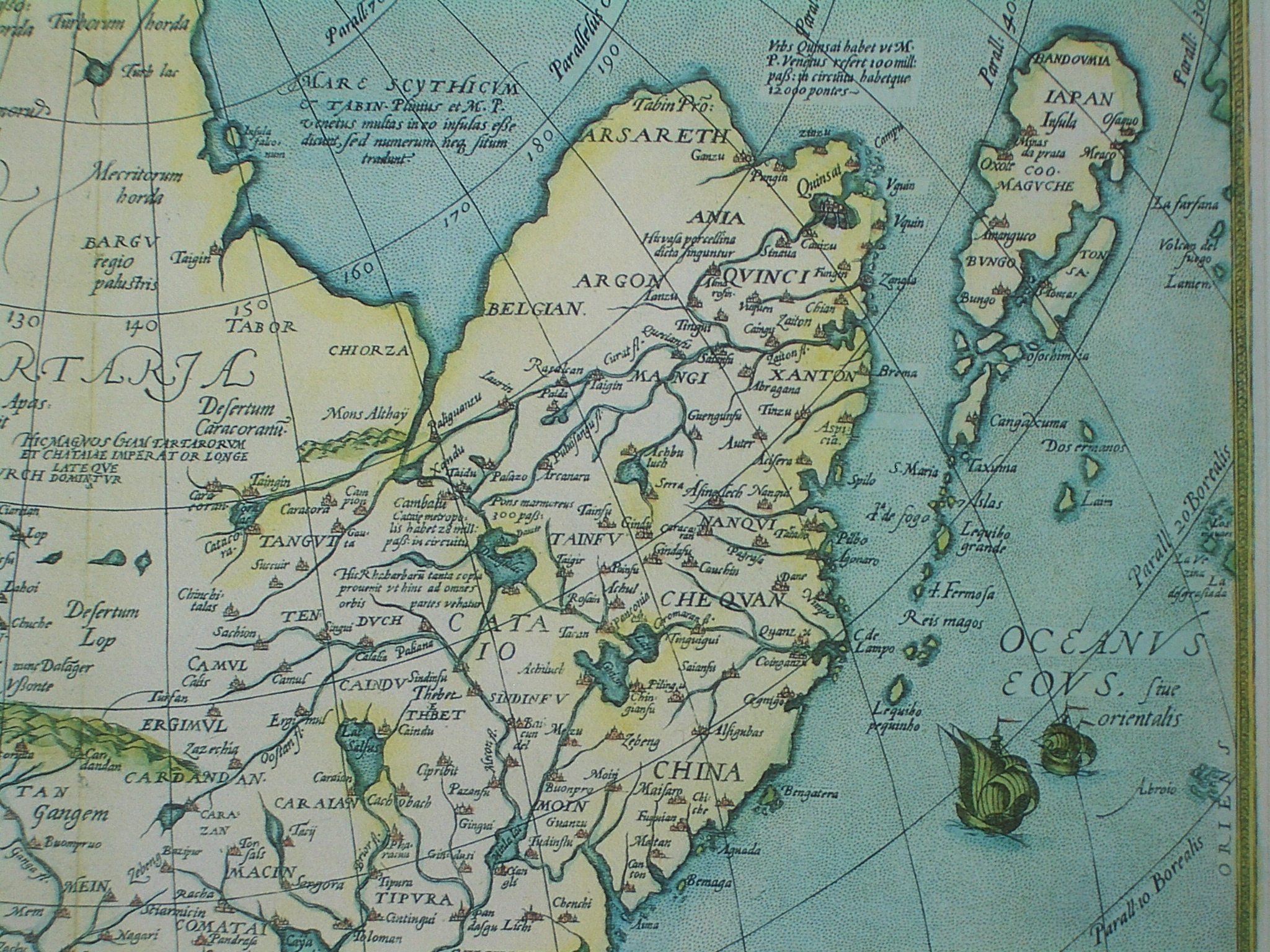
Fig. 2 Une partie de la carte d'Asie d'Abraham Ortelius, 1570, Asiae Nova Descriptio tirée de Theatrum Orbis Terrarum.

Au XVIe siècle, les cartes européennes du monde reflètent la nouvelle représentation de celui-ci que les voyages au long cours des navigateurs comme Christophe Colomb ou Fernand de Magellan, permettaient de se faire. Mais pour représenter l'intérieur des terres, les cartographes devaient toujours s'appuyer sur les récits anciens des voyageurs terrestres.
Les cartes du monde d'Abraham Ortelius, fondées sur les principes de projection de Mercator, qui possèdent l'avantage de ne pas déformer les angles, représentent pour la première fois les différentes parties du monde dans leurs formes et dimensions réelles. Par contre, elles incluent encore des informations très anciennes tirées de Marco Polo. En Asie Orientale, on trouve au sud  "CHINA" (avec sur la côte Canton) bordée au nord-ouest par "CATAIO" (avec Cambalu, Cataie metropolis) et plus au nord TARTARIA et MANGI (à l'intérieur de Xanton (Shandong), fig. 2).
L'Italien Verrazzano, dans son planisphère de 1529, considère aussi Cathay et la Chine comme deux pays distincts.
La "carte universelle hydrographique" de Jean Guérard (BnF, S.H. Archives no 15) montre la Chine séparée de "Cathaya" par la Grande Muraille.
L'arrivée des missionnaires jésuites en Chine va enfin permettre de réviser les anciennes dénominations qui enregistraient des divisions territoriales qui n'étaient plus valables depuis trois siècles. La dynastie Ming avait unifié à nouveau l'empire.
Un des premiers missionnaires jésuites à pénétrer en Chine et à en apprendre la langue est Matteo Ricci. Arrivé à Macao en 1582, il parvient à se faire accepter par les mandarins et à obtenir une invitation à la cour impériale de Pékin en 1601. Là, il se rend compte que Pékin est la Qanbaliq (Cambaluc) décrite par Marco Polo. « Si le Cathay était vraiment un grand et puissant pays situé à l'est de la Perse, comme on le croyait en Europe, comment était-il possible, se demandait Ricci, que, pendant toutes ces années passées en Chine, il n'est jamais entendu un Chinois le mentionner?...La confusion entre les noms mongols, chinois et ensuite portugais avec lesquels on avait désigné la Chine et Pékin, avait conduit "nos cosmographes à faire deux pays d'un seul...sans pouvoir connaître la vérité jusqu'à ce jour" » (Michela Fontana
, 2010, p. 224). La correspondance de Ricci dans laquelle est évoquée cette hypothèse sera publiée en Europe en 1605. Mais l'idée a du mal à faire son chemin et, pour en être sûrs, les Jésuites d'Inde envoient le Frère Bento de Gois à la recherche de "Cathay" en passant par la route de la soie. Après un périple de trois ans, par Kaboul et le Tourfan, il arrive finalement à Suzhou, en "Chine", où il établit le contact avec Matteo Ricci.
Les deux dénominations n'ont plus de raison d'être. Là, où du temps de Marco Polo s'opposaient les Mongols de la dynastie Yuan au nord, aux Han de la dynastie Song du Sud, n'existait plus du temps de Matteo Ricci qu'un seul empire, dirigé par la dynastie Ming. Et paradoxalement, ce sont les envahisseurs mongols qui deviendront les représentants légitimes de la Chine universelle.
La dénomination utilisée par les découvreurs de la route maritime du sud, à savoir Chine, sera adoptée dans les langues européennes, celle de la route terrestre du nord, Cathay, sera conservée dans les langues slaves orientales, comme terme générique couvrant toute la longue histoire de cette région.

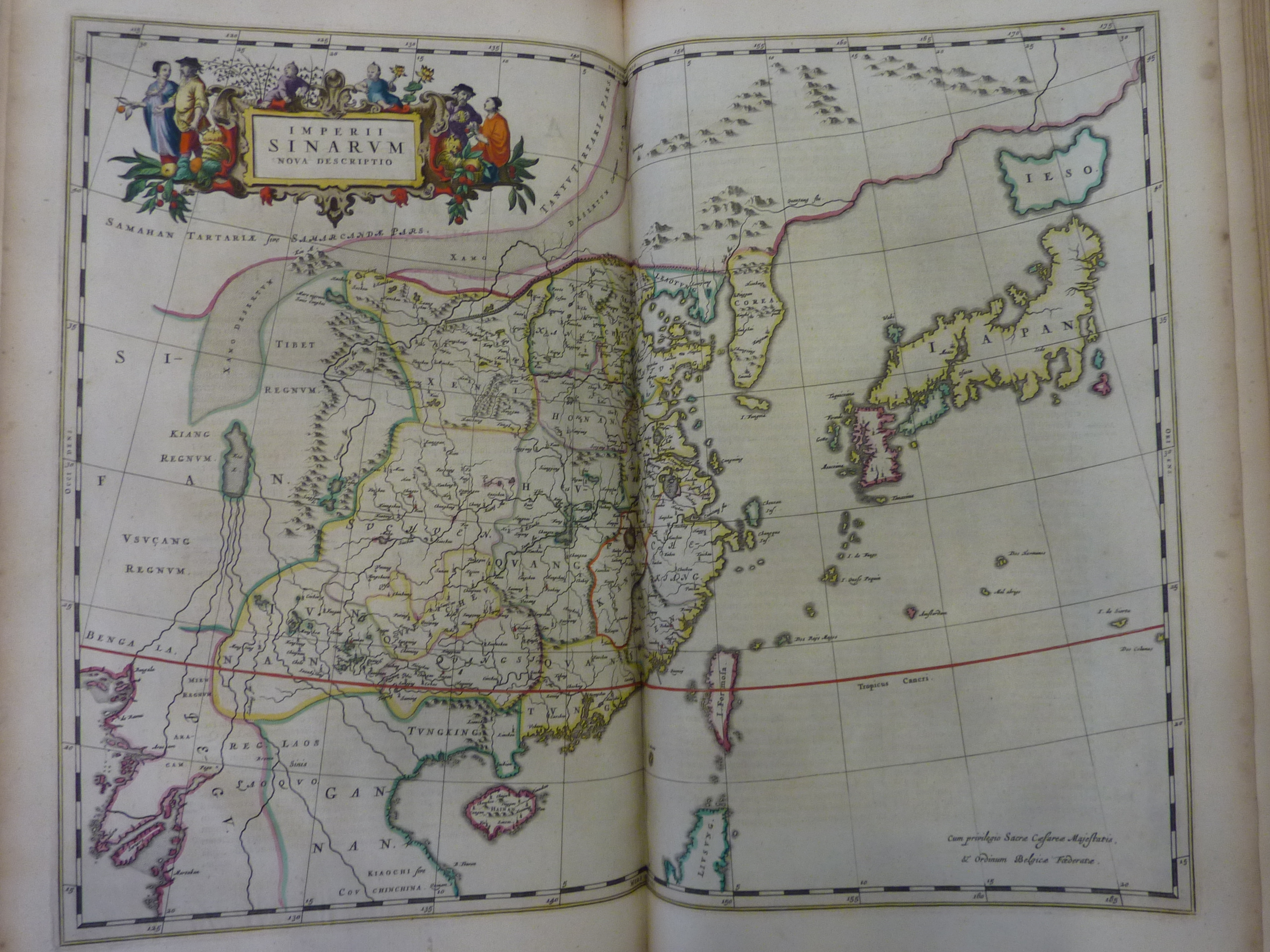
Fig. 3 Novus atlas Sinensis de Martino Martinus, indiquant clairement les provinces de l'empire Ming unifié, sans mention de « Cathay ».

Avec les dynasties Ming et Qing, la division de l'Empire du Milieu prit fin. Mais ce n'est qu'au milieu du XVIIe siècle, que les cartes occidentales en donnèrent une représentation unifiée. Martino Martini (1614-1661) un jésuite italien mort à Hangzhou en 1661, établit des cartes de Chine remarquablement précises pour l'époque, à partir des sources chinoises et occidentales, suivant une méthode naguère imaginée par Matteo Ricci. Publié en 1655 le  Novus Atlas Sinensis fut le premier atlas occidental de la Chine à indiquer clairement les diverses provinces de Chine (unifiée), sans que subsiste aucune trace de la division nord-sud que Cathay avait enregistré.
De la fondation de la dynastie Qin (秦) en 221 avant notre ère à l'époque contemporaine, cette région de peuplement Han d'Asie Orientale a connu des périodes d'unification suivies de divisions en royaumes rivaux, une histoire très tumultueuse faites d'invasions par les peuples du nord et de l'ouest suivies d'assimilation et de ce vaste tourbillon d'échanges humains, commerciaux et culturels est sortie une des grandes civilisations du monde, que rétrospectivement nous disons être celle de la Chine dans les langues européennes, de Cathay dans les langues slaves orientales et que les autochtones disent être celle de Zhōngguó 中国.
Les dénominations des choses, une fois fixées, sont difficiles à changer. Les référents peuvent changer rapidement sans que les dénominations suivent. Les changements lexicaux sur les noms de l'Empire du Milieu n'ont pu se faire en Europe ou en Russie que longtemps après les changements politiques en raison des difficultés de communication. Mais comment les Européens pouvaient-ils nommer une entité alors que les Chinois eux-mêmes ont été si longs à lui attribuer un nom générique, puisqu'il a fallu attendre 1912 pour que Zhongguo devienne vraiment le nom officiel du pays?